# Cabinet Haseloff II
Pour les articles homonymes, voir Cabinet Haseloff.
Land de Saxe-Anhalt
Haseloff I Haseloff III
Le cabinet Haseloff II (en allemand : Kabinett Haseloff II) est le gouvernement du Land de Saxe-Anhalt depuis le 25 avril 2016 et le 16 septembre 2021, sous la 7e législature du Landtag.
Dirigé par le ministre-président Reiner Haseloff, dont le parti a remporté la majorité relative aux élections régionales, il est formé d'une coalition entre les chrétiens-démocrates, les sociaux-démocrates et les écologistes. Il succède au cabinet Haseloff I, composé d'une entente entre la démocratie chrétienne et la social-démocratie.

## Coalition et historique
Dirigé par le ministre-président chrétien-démocrate sortant Reiner Haseloff, ce gouvernement est constitué et soutenu par une « coalition kényane » entre l'Union chrétienne-démocrate d'Allemagne (CDU), le Parti social-démocrate d'Allemagne (SPD) et l'Alliance 90 / Les Verts (Grünen). Ensemble, ils disposent de 46 députés sur 87, soit 52,9 % des sièges.
Il est formé à la suite des élections régionales du 13 mars 2016.
Il succède donc au cabinet Haseloff I, constitué et soutenu par une « grande coalition » entre la CDU et le SPD.
Au cours du scrutin, les chrétiens-démocrates confirment leur domination sur la scène politique du Land mais échouent pour la première fois en 18 ans à dépasser les 30 % des voix. Les sociaux-démocrates sont eux laminés en passant de justesse les 10 % des exprimés. L'alliance au pouvoir perd donc sa majorité absolue, à trois sièges près. En conséquence, Haseloff décide d'élargir sa coalition et propose aux Grünen de l'intégrer.
Les discussions aboutissent rapidement. Le 25 avril, Reiner Haseloff se soumet au vote d'investiture, mais ne reçoit que 41 voix sur les 44 requises et les 46 de sa propre majorité, lors du premier tour. À l'occasion d'un nouveau vote organisé peu après, il recueille 47 suffrages et entame donc son nouveau mandat.

## Composition
- Les nouveaux ministres sont indiqués en gras, ceux ayant changé d'attributions en italique.

| Portefeuille                                                                                          | Titulaire | Titulaire                                                                         | Parti  |
| --- | --------- | --------------------------------------------------------------------------------- | ------ |
| Ministre-président                                                                                    |           | Reiner Haseloff                                                                   | CDU    |
| Vice-ministre-présidente Ministre du Travail, des Affaires sociales et de l’Intégration               |           | Petra Grimm-Benne                                                                 | SPD    |
| Seconde vice-ministre-présidente Ministre de l'Environnement, de l'Agriculture et de l'Énergie        |           | Claudia Dalbert                                                                   | Grünen |
| Ministre des Finances                                                                                 |           | André Schröder (jusqu'au 20/06/2019) Michael Richter                              | CDU    |
| Ministre de l'Intérieur et des Sports                                                                 |           | Holger Stahlknecht (jusqu'au 04/12/2020) Michael Richter (à partir du 08/12/2020) | CDU    |
| Ministre de la Justice et de l'Égalité                                                                |           | Anne-Marie Keding (jusqu'au 06/07/2021) Rainer Robra                              | CDU    |
| Ministre de l'Économie, de la Science et du Numérique                                                 |           | Jörg Felgner (jusqu'au 16/11/2016) Armin Willingmann                              | SPD    |
| Ministre de l'Éducation                                                                               |           | Marco Tullner                                                                     | CDU    |
| Ministre du Développement régional et des Transports                                                  |           | Thomas Webel                                                                      | CDU    |
| Ministre sans portefeuille Ministre de la Culture (24/05/2016) Directeur de la chancellerie régionale |           | Rainer Robra                                                                      | CDU    |